# Dreamland (альбом Роберта Планта)
| Оценки критиков | Оценки критиков |
| Источник        | Оценка          |
| --------------- | --------------- |
| Allmusic        | [ 1 ]           |
| Music Box       | [ 2 ]           |

Dreamland — седьмой сольный альбом рок-певца Роберта Планта и первый альбом, записанный Плантом при содействии группы Strange Sensation. Альбом был выпущен в июле 2002 года на лейблах Mercury Records в мире и Universal Records в США.
Большинство треков — кавер-версии блюзовых и рок-песен. Альбом выдвигался на две номинации Грэмми за 2002 год: «Лучший рок-альбом» и «Лучшее мужское рок-выступление».

## Список композиций
Все песни написаны Робертом Плантом, Джастином Адамсом (Justin Adams), Клайвом Димером (Clive Deamer), Джоном Багготтом (John Baggott), Чарли Джонсом (Charlie Jones) и Порлом Томпсоном (Porl Thompson); за исключением особо отмеченных.
| №   | Название                                                    | Автор(ы)                                                            | Длительность |
| --- | ----------------------------------------------------------- | ------------------------------------------------------------------- | ------------ |
| 1.  | «Funny in My Mind (I Believe I’m Fixin’ to Die)» (А)        | Букка Уайт, Плант, Адамс, Димер, Багготт, Джонс, Томпсон (Thompson) | 4:45         |
| 2.  | «Morning Dew» (кавер песни Бонни Добсон)                    | Бонни Добсон, Тим Роуз                                              | 4:26         |
| 3.  | «One More Cup of Coffee» (кавер песни Боба Дилана)          | Боб Дилан                                                           | 4:03         |
| 4.  | «Last Time I Saw Her»                                       |                                                                     | 4:41         |
| 5.  | «Song to the Siren» (кавер песни Тима Бакли)                | Тим Бакли, Larry Beckett                                            | 5:53         |
| 6.  | «Win My Train Fare Home (If I Ever Get Lucky)» (Б)          |                                                                     | 6:03         |
| 7.  | «Darkness, Darkness» (The Youngbloods кавер)                | Jesse Colin Young                                                   | 7:25         |
| 8.  | «Red Dress»                                                 |                                                                     | 5:23         |
| 9.  | «Hey Joe» (Билли Робертс кавер)                             | Билли Робертс                                                       | 7:12         |
| 10. | «Skip’s Song» (Moby Grape кавер)                            | Скип Спенс                                                          | 4:55         |
| 11. | «Dirt in a Hole» (бонус-трек, UK & Japanese Version)        |                                                                     | 4:46         |
| 12. | «Last Time I Saw Her» (Ремикс) (Бонус-трек, iTunes Version) |                                                                     | 3:24         |

↑  — основана на «Fixin’ to Die Blues» Букки Уайта, эту песню Led Zeppelin обычно исполняли на концертах.
↑  — содержит элементы «If I Ever Get Lucky» Артура Крудапа; «Milk Cow’s Calf Blues» Роберта Джонсона; «Crawling King Snake» Биг Джо Уильямса или Джона Ли Хукера; «That’s Alright Mama» Артура Крудапа.

## Участники

### Strange Sensation
- Роберт Плант — вокал
- Джон Багготт (John Baggott) — клавишные, аранжировка струнных (треки 2 и 3)
- Порл Томпсон[англ.] — гитара
- Джастин Адамс[англ.] — гитара, синтир[англ.], дарбука
- Чарли Джонс[англ.] — бас
- Клайв Димер[англ.] — барабаны, перкуссия

### Приглашенные музыканты
- B.J. Cole[англ.] — педал-стил гитара (трек 5)
- Raj Das, May Clee Cadman, Ginny Clee — бэк-вокал